# Julius Müller

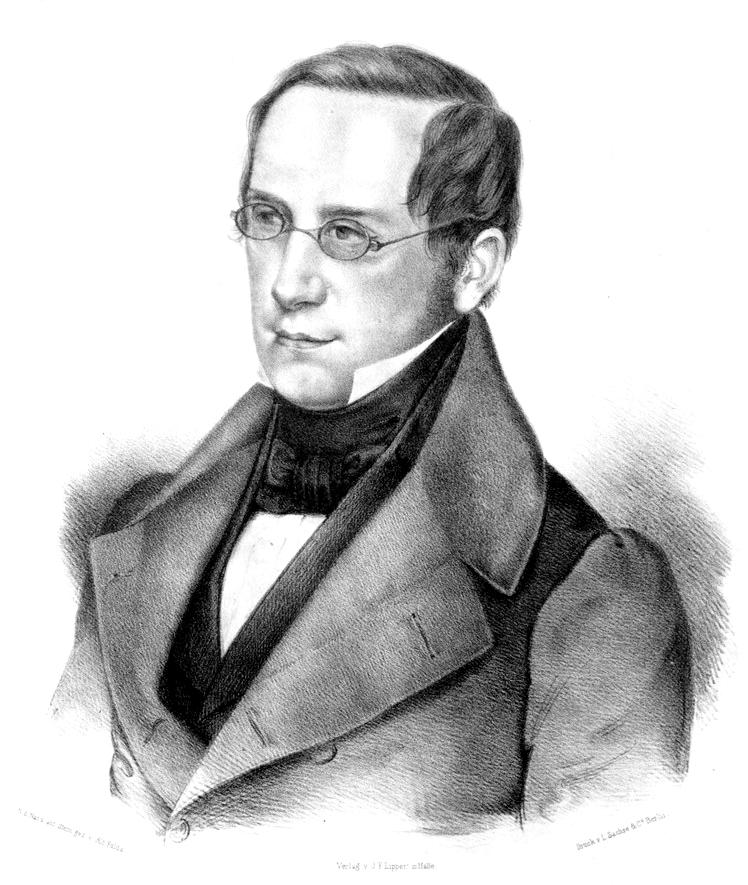
Julius Müller

Julius Müller (* Brieg, 10 de Abril de 1801, † Halle, 27 de Setembro de 1878), foi um teólogo protestante alemão.
Eram seus irmãos o filólogo alemão Karl Otfried Müller (1797-1840) e Eduard Müller (1804-1875), erudito e filólogo clássico alemão.
Nasceu na cidade de Brieg, e estudou em Breslau, Göttingen e Berlin, primeiro direito, depois teologia.  Em 1839 tornou-se professor ordinarius de teologia da Universidade de Halle (1839). Em 1848 ajudou a fundar a (Igreja Evangélica Alemã)(Deutsch-evang. Kirchentag), e dois anos depois fundou e editou (1850-1861), em colaboração com August Neander (1789-1850) e Karl Nitzsch (1787-1868), o Jornal Alemão da Ciência e da Vida Cristã (em alemão, Deutsche Zeitschrift für christliche Wissenschaft und christliches Leben).  Morreu na cidade de Halle, na Saxônia.
Discípulo de Augusto Neandro|Neander e amigo de Richard Rothe (1799-1867), Müller se opôs ferozmente à filosofia de Georg Wilhelm Friedrich Hegel (1770-1831) e ao criticismo de Ferdinand Christian Baur (1792-1860). Em sua obra Sobre o paradoxo entre o protestantismo e o catolicismo, (1833), (em alemão, Über den Gegensatz des Protestantismus und das Catholicismus), suscitou uma resposta de Baur], e ele foi um dos autores que atacou David Strauss (1808-1874) em sua obra A Vida de Jesus.
Em 1846 ele foi delegado para participar de um Sínodo Geral Evangélico na cidade de Berlin. Aqui ele apoiou a União do Consenso e posteriormente defendeu-se nos panfletos cujos títulos eram O Primeiro Sínodo Geral dos evangélicos da Prússia (em alemão, Die erste Generalsynode der evang. Landeskirche Preussens, 1847) e A União Protestante, sua natureza e direito divinos (Die evangelische Union, ihr Wesen und göttliches Recht, 1854). A sua obra principal, todavia, foi Die christliche Lehre der Sünde (A doutrina cristã do pecado, 2 vols., 1839; 5a edição, 1867), na qual ele apoiou a escolástica tão enfaticamente a ponto de "reviver a antiga teoria gnóstica sobre o destino do homem diante de todos os tempos, uma teoria que não encontrava simpatizantes entre seus amigos teólogos" (Otto Pfleiderer (1839-1908)).
Entre outras obras de Müller podemos citar: Dogmat. Abhandlungen (Tratados de Dogmática, 1870), e Das christliche Leben (A Vida Cristã, 3ª edição, 1847). Veja M. Kähler, Julius Müller (1878); L. Schultze, Julius Müller (1879) e Julius Müller als Ethiker (O ético Julius Müller, 1895).